# Gmina West Grove

Położenie Gminy West Grove w hrabstwie Davis

Gmina West Grove (ang. West Grove Township) – gmina w USA, w stanie Iowa, w hrabstwie Davis. Według danych z 2000 roku gmina miała 456 mieszkańców, a jej powierzchnia wynosi 94,65 km².